# Sjökatastrofen vid Bornholm 1678

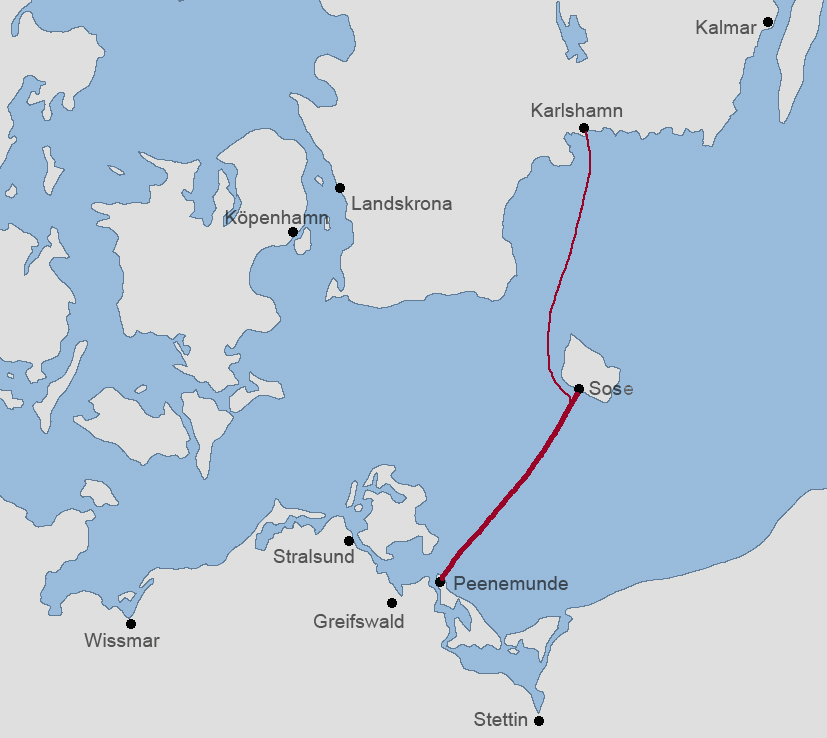
Karta över händelserna kring sjökatastrofen 1678.

Sjökatastrofen vid Bornholm 1678 inträffade natten mellan den 4 och 5 december 1678 då den svenska flottan drabbades av en stor katastrof när ett flertal skepp vid en svår storm förliste utanför Sose på Bornholm.

## Bakgrunden
1675 hade kriget mellan Sverige och Danmark startat. Samtidigt började också ett krig mellan Sverige och Brandenburg. Med stor styrka landsteg danske kung Kristian V 1676 vid Råå i Skåne och snart hade danskarna fått starka försvarspositioner i många erövrade städer. Samtidigt gick kriget dåligt för svenskarna söder om Östersjön.
I november 1675 hade Otto Wilhelm Königsmarck utsetts till den högste befälhavaren i Pommern. Königsmarck var en skicklig härförare, men situationen var redan från början hopplös för svenskarna. Wismar erövrades av danska trupper och i slutet av 1676 hade Sverige inte mycket mer än ön Rügen och befästningarna Stettin, Greifswald och Stralsund i sin hand. Stettin blev hårt angripet av kurfursten Fredrik Wilhelm. Staden kapitulerade och de kvarvarande svenska trupperna fick tillåtelse att med fanor, pukor och trumpeter lämna staden.
Nu föll det ena svenska landområdet i Pommern efter det andra. Innan Stralsund kapitulerade lyckades svenskarna få till stånd ett avtal att de på kurfurstens bekostnad skulle bli transporterade till hemlandet i norr. Några dagar efter ingånget avtal dagtingade även Greifswald och hemtransporten skulle nu påbörjas. Kristian V ansåg att hans bundsförvant kurfursten hade handlat fel när han tillåt svenska trupper att avtåga. Kristian V insåg att de svenska trupperna skulle komma att insättas mot honom i det skånska kriget.
Den svenska flottan med trupptransportfartygen skulle passera Bornholm och danska vatten. Kristian V fordrade därför att svenskarna skulle ha ett utfärdat pass utfärdat av den danske kungen personligen. Den 21 november 1676 kom kungen själv med stort följe till Wismar för att ha personliga överläggningar med kurfursten i saken. Fem dagar senare enades man om att kurfursten skulle hjälpa Danmark i det fortsatta kriget samtidigt som svenskarna fick tillstånd att avsegla.
På hemresan från mötet med kurfursten drabbades Kristian av oväder. I en dagbok kan vi utförligt följa kungens svåra strapatser. Majestätet tvingades den 29 november att ta sig i land vid Femern. När resten av resesällskapet skulle fraktas i land med små roddbåtar, ökade blåsten plötsligt. Grevarna och adelsmännen i kungens följe var nära att drunkna och med endast stor möda och mycket arbete blev de räddade. Kungen fortsatte nu resan mot Köpenhamn landvägen. Ovädret bestod ytterligare några dagar. Efter svåra överfärder mellan danska öar, nådde Christian V på kvällen den 4 december sin huvudstad. Hemresan från Tyskland hade tagit åtta dagar längre tid än beräknat.

## Katastrofen

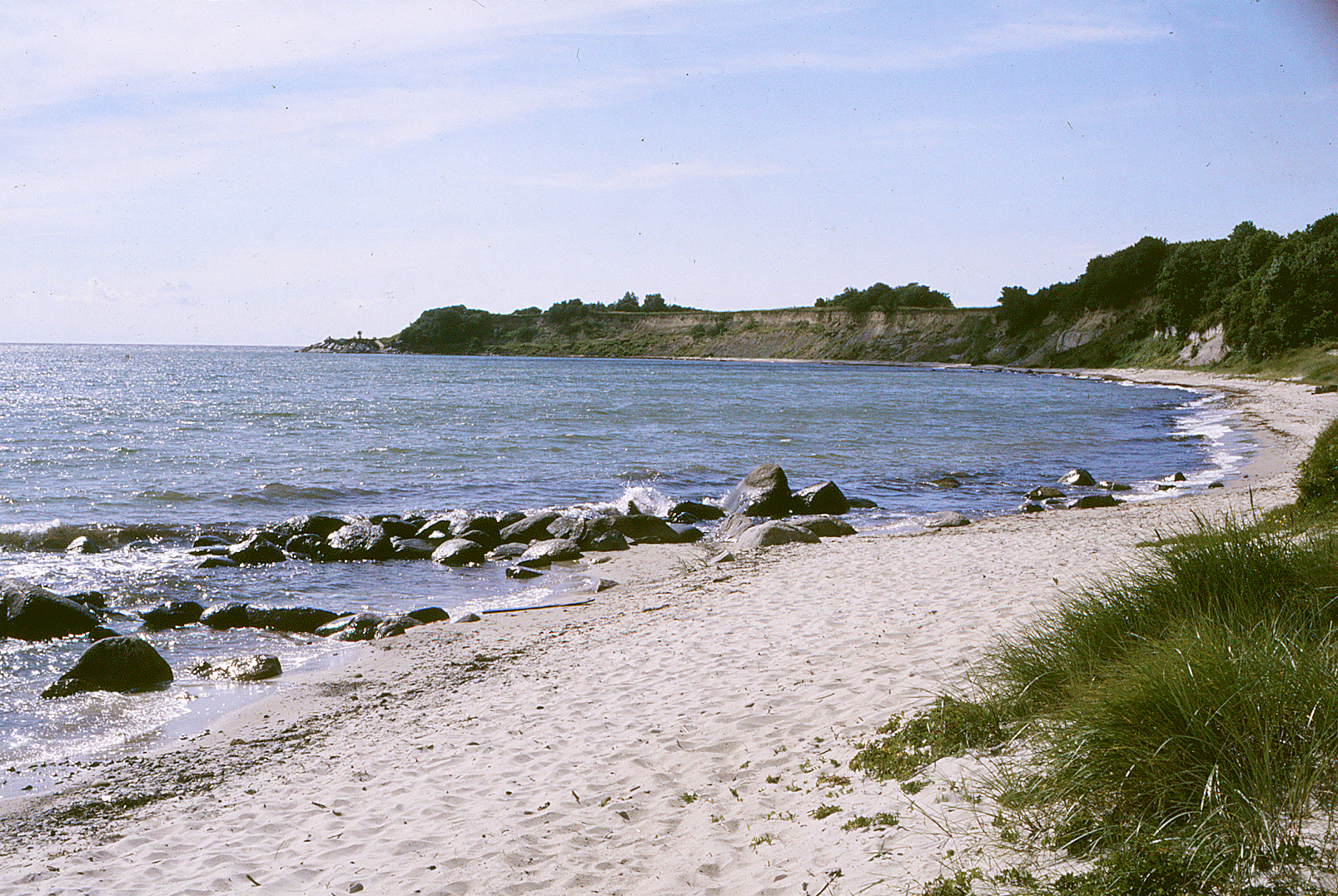
Sosö på Bornholm, platsen för sjökatastrofen 1678.

Samtidigt som denna storm rasade beslöt sig svenskarna för att lätta ankar från Peenemünde. 27 skepp styrde norrut. Ombord fanns mer än 4000 människor; soldater, besättningsmän men också kvinnor och barn. Resans mål var Karlshamn och Kalmar. I professor Winslows samtida dagbok står att läsa om händelsen:
”Den 4:e december emot aftonen satte man segel, gingo från Pommern med en kiölande väst-syd-väst vind och fingo uti mörkningen en liten snöby att gå uti. Om natten kommo dessa seglare något nära in under Bornholm, så att där den Brandenburgska convoyer (ledarskeppet) förnam att han var under land, då avlossade han tre kanoner, på det han ville giva de andra tecken, att de skulle taga sig tillvara. Därmed vände convoyern sig och gick bättre ut i sjön. Tre skepp, som följde efter convoyern, vände också och blev därmed frälste. Då nu de andra skeppen hörde att convoyern avlossade tre kanoner, tänkte de att där voro några av de danska skeppen förhanden; blev därmed alarmerade och såg efter lyktan på convoyern; men som han var vänt utåt sjön och tog en annan kurs, så observerade de andra skeppen det inte, utan till deras olycka fäste man ögonen på lyktan på Bornholm.”
Ett ödesdigert fel hade alltså blivit begånget. Lampan i aktern på ledskeppet hade försvunnit när detta skepp ändrat kurs. Samtidigt snöade det och sikten var dålig. Ödet ville att man i stället, i ungefärlig samma riktning som man tidigare haft ledarskeppet, nu hade det svaga skenet från fyren vid Sose på Bornholm:
”Detta var orsaken till deras olycka, så att där om natten emellan den 4:e och 5:e december, emellan 10 och 11 om aftonen, strandade 23 farkoster vid Sassö. Som de nu strandade om natten uti mörkret, gav det sådant ett brak och hördes något därefter sådana jämmerlika skrik och hylande, att strandvakten icke litet blev därav förskräckt. Landsdomare Rasch bragte 60 beridna manskap tillsammans att recognisera vad på färde var, eftersom detta ömkeliga rop blev större och större.”
Vid gryningen hade ca 400 räddat sig i land. När Rasch hade fått situationen klart för sig påbörjades en räddningsinsats och man lyckades trots de svåra omständigheterna att rädda många:
”Den eländighet, som här sågs, är icke till att beskriva. Inte allena män, utan ock kvinnor och barn, ja hela familjer, drunknade, av vilka på en dag blev begravna 785 stycken och en annan dag 800, förutom dem som blev uti havet, varför man icke egentligen kan veta deras tal, som drunknade. Över 3000 människor blev räddade, av vilka dock sedan många dog, eftersom de voro förfrusna. Allt artilleri och ammunition, dessutom hela det Pommerska arkivet och en onämnbar skatt av kontanter, guld, silver, klenodier och många kostelige mobilier gick till havets botten. De som räddades inlogerades uti kyrkorna, intill kungen av Danmark lät avhämta de flesta till Köpenhamn.”
Det var således inte mycket som kunde bärgas innan de många skeppen sjönk eller bröts sönder. Den svenske vicekommendörens stora skepp sjönk t.ex. nästan ögonblickligen. Källorna omtalar att endast 4 små bronskanoner, 6 standar, 22 fanor och ett par pukor hann föras i land. Dessa saker, tillsammans med personliga tillhörigheter, tog danskarna genast hand om.

## Efterspelet
Strandningen på Bornholm kom att uppmärksammas långt utanför Nordens gränser. I Frankrike diskuterades olyckan ingående. Franske kungen uttryckte också sitt missnöje över att den danske kungen inte genast frisläppt de skeppsbrutna. Kung Kristian V försvarade sig med att han endast gett tillstånd till överfarten, inte till en landstigning på dansk mark.
Merparten av svenskarna blev efter en tid transporterade till Köpenhamn. Av de nödställda som fick stanna kvar på ön var 193 svenskar och 337 från Finland. Det var således endast en liten grupp som fick stanna kvar på ön jämfört med alla som räddats. Största försiktighet anbefalldes ändå bornholmarna. De kvarvarande svenska officerarna skulle skiljas åt och manskapet skulle spridas i säkert förvar över hela ön. De skeppsbrutna räknades helt tydligt som krigsfångar.
Ovetande om den fruktansvärda händelsen hade de fyra första skeppen i konvojen seglat vidare i snöstormen. I det hårda snöovädret hade man tagit för givet att flottan skingrats men att alla skepp snart skulle nå destinationshamnarna. Det brandenburgska ledarskeppet nådde snart Karlshamn. Ombord fanns Johan Henrik von Brethaupt, vilken genast begav sig till Karl XI i hans huvudläger vid skånska Ljungby. von Brethaupt hade order att snarast möjligt rapportera till kungen om händelserna i Pommern. Efter några dagar började rykten komma i omlopp. Den 9 december red Karl XI själv till Karlshamn för att på plats få mera information. Ingen säker information stod emellertid att få.
Generaladjutant Hörmann skickades då tillsammans med en ryttmästare och 60 ryttare till Landskrona för att rekognoscera. I Landskrona låg hela den danska huvudarmén och här borde man kunna få säkra uppgifter. På julafton 1678 lyckades truppen i ett bakhåll på vägen mellan Helsingborg och Landskrona tillfångata några borgare. Först nu fick man säkra besked om vad som hänt den svenska flottstyrkan.

## Lämningarna
Mängder med dyrbarheter och materiel gick till botten vid katastrofen. Fortfarande finns mycket kvar under vattnet utanför Sose fyr. Fiskare i området har ofta klagat på att nät fastnar i uppstickande föremål. Problemet är den väldiga sandbotten som täcker hela området. Sanden flyttar sig ständigt och enorma krafter är i rörelse. Utgrävningar för att komma åt djupliggande, ännu oskadade skeppsdelar och last är i stort dömda att misslyckas. Marinarkeologiska undersökningar har också skett i området men med tämligen magert resultat. En del av de gjorda fynden finns utställda på Vikingamuseet i Roskilde.